# Jordyn Brooks
(en) Statistiques sur pro-football-reference
Jordyn W. Brooks,  né le 21 octobre 1997 à Dallas, est un sportif professionnel américain de football américain jouant au poste de linebacker dans la National Football League (NFL) depuis la saison 2020.
Il est sélectionné au premier tour de la draft 2020 de la NFL par la franchise des Seahawks de Seattle où il reste pendant 4 saisons avant de rejoindre les Dolphins de Miami en mars 2024.
Il a joué au niveau universitaire pour les Red Raiders de l'université Texas Tech pendant quatre saisons au sein de la NCAA Division I FBS (2016-2019)

## Biographie

### Jeunesse
Brooks naît à Dallas dans l'État du Texas. Il déménage ensuite à Houston dans le même État, où il fréquente le lycée Stratford. Brooks est désigné dans la première équipe du All-District 19-5A lors de ses saisons junior et senior.
Brooks intègre l'université Texas Tech où il joue au football américain universitaire pour leur équipe des Red Raiders dans la NCAA Division I FBS, refusant des offres d'Arkansas, de Houston, du Missouri et de Washington.

### Carrière universitaire
Brooks est désigné freshman All-American par 24/7 Sports et est sélectionné dans la première équipe de la Big 12 Conference après avoir mené les statistiques de Texas Tech totalisant 86 plaquages (dont cinq pour perte), quatre passes défendues et un fumble forcé. En deuxième année, il termine troisième de l'équipe au niveau des plaquages (89 dont ½ pour perte), enregistrant une interception et deux passes défendues. Il est de nouveau sélectionné dans la première équipe de sa conférence. Junior, Brooks est sélectionné pour la troisième fois dans la première équipe de la Big 12, menant les statistiques des Red Raiders avec 84 plaquages (dont 7 ½ tacles pour perte), trois sacks et une interception.
Au cours de sa saison senior, Brooks est finaliste du Butkus Award. Il est considéré comme la meilleure recrue possible au poste de linebackers pour la draft 2020 de la NFL par l'analyste d'ESPN Mel Kiper,. Il réussit 19 plaquages et trois sacks lors de la victoire contre les Cowboys d'Oklahoma State (classés  no 21 équipe de la NCAA) le 5 octobre 2019 et est désigné meilleur joueur défensif de la semaine en conférence Big 12 par la Football Writers Association of America et la Walter Camp Football Foundation (WCFF). Brooks est sélectionné dans la première équipe de la Big 12 et dans la deuxième équipe All-American après avoir totalisé 108 plaquages (dont 20 pour perte) et trois sacks,. Brooks termine sa carrière universitaire avec un total de 367 plaquages (septième score de l'histoire des Red raiders) dont 33 pour perte, sept sacks, deux interceptions, deux fumbles forcés et trois fumbles récupérés.

### Carrière professionnelle

#### Draft
| Taille             | Poids            | Bras           | Main          | Sprint   | Sprint   | Sprint   | Shuttle 20 yards | 3 cones drill | Détente   | Détente     | Développé couché | Test Wonderlic |
| Taille             | Poids            | Bras           | Main          | 40 yards | 10 yards | 20 yards | Shuttle 20 yards | 3 cones drill | verticale | horizontale | Développé couché | Test Wonderlic |
| 1,83 m (6 ft 0 in) | 109 kg (240 lbs) | 84 cm (32⅞ in) | 23 cm (9⅛ in) | 4,54 s   | -        | -        | -                | -             | -         | -           | -                | 10             |

Brooks est sélectionné 27e choix global lors du premier tour de la draft de la NFL 2020 par la franchise des Seahawks de Seattle.

#### 2020
Brooks est considéré comme remplaçant de K. J. Wright au poste de linebacker weakside en début de saison. Il participe à sept snaps lors du match de la 1re semaine contre les Falcons d'Atlanta où il réussit son premier plaquage de sa carrière en NFL. À la suite de la blessure subie par Bruce Irvin qui met fin à sa saison après la victoire en 2e semaine contre les Patriots de la Nouvelle-Angleterre, l'équipe annonce que Brooks remplace Irvin en tant que titulaire. Au cours du match de la 13e semaine contre les Giants de New York, Brooks réussit 10 plaquages dont 4 en solo, soit la meilleure performance de sa saison. Il est le leader au nombre de plaquages (10) pour ce match à égalité avec Jamal Adams. En 16e semaine contre les Rams de Los Angeles, Brooks totalise 8 plaquages dont 7 en solo, menant l'équipe avec Jamal Adams et DJ Reed (en). Il termine sa saison rookie avec un total de 57 plaquages et 2 passes défendues.

#### 2022
Après la victoire 23 à 6 contre les Jets de New York en 17e semaine, il est annoncé que Brooks a subi une déchirure du ligament croisé antérieur.
Il termine sa saison avec un total de 161 plaquages, un sack, cinq passes défendues et un fumble forcé.

### Dolphins de Miami
Le 11 mars 2024, Brooks signe un contrat portant sur trois saisons pour un montant de 30 millions de dollars avec les Dolphins de Miami.

## Statistiques

### NCAA
| Année       | Équipe                    | Statut      | MJ |       | Plaquages | Plaquages | Plaquages | Plaquages |       | Interceptions | Interceptions | Interceptions | Interceptions |  | Fumbles | Fumbles |
| Année       | Équipe                    | Statut      | MJ | Total | Seul      | Ast.      | Sacks     | Nb.       | Yards | Déf.          | TD            | Nb.           | Rec.          |  |         |         |
| 2016        | Red Raiders de Texas Tech | Fr.         | 12 | 085   | 61        | 24        | 1,0       | 0         | 0     | 3             | 0             | 0             | 1             |  |         |         |
| 2017        | Red Raiders de Texas Tech | So.         | 12 | 089   | 50        | 39        | 0,0       | 1         | 2     | 2             | 0             | 1             | 0             |  |         |         |
| 2018        | Red Raiders de Texas Tech | Jr.         | 11 | 078   | 47        | 31        | 2,5       | 1         | 3     | 1             | 0             | 0             | 0             |  |         |         |
| 2019        | Red Raiders de Texas Tech | Sr.         | 11 | 108   | 66        | 42        | 3,0       | 0         | 0     | 0             | 0             | 2             | 1             |  |         |         |
| Totaux NCAA | Totaux NCAA               | Totaux NCAA | 46 | 360   | 224       | 136       | 6,5       | 2         | 5     | 6             | 0             | 3             | 2             |  |         |         |

### NFL
| Année                  | Équipe                 | MJ |                | Plaquages      | Plaquages      | Plaquages      | Plaquages      |                | Interceptions  | Interceptions  | Interceptions | Interceptions |  | Fumbles | Fumbles |
| Année                  | Équipe                 | MJ | Total          | Seul           | Ast.           | Sacks          | Nb.            | Yards          | Déf.           | TD             | Nb.           | Rec.          |  |         |         |
| 2020                   | Seahawks de Seattle    | 14 | 057            | 035            | 22             | 0,0            | 0              | 0              | 2              | 0              | 0             | 0             |  |         |         |
| 2021                   | Seahawks de Seattle    | 17 | 184            | 109            | 75             | 1,0            | 0              | 0              | 5              | 0              | 0             | 1             |  |         |         |
| 2022                   | Seahawks de Seattle    | 16 | 161            | 103            | 58             | 1,0            | 0              | 0              | 5              | 0              | 1             | 1             |  |         |         |
| 2023                   | Seahawks de Seattle    | 16 | 111            | 062            | 49             | 4,5            | 1              | 12             | 4              | 1              | 1             | 1             |  |         |         |
| 2024                   | Dolphins de Miami      | ?  | Saison à venir | Saison à venir | Saison à venir | Saison à venir | Saison à venir | Saison à venir | Saison à venir | Saison à venir | ?             | ?             |  |         |         |
| Totaux NFL et Seahawks | Totaux NFL et Seahawks | 63 | 513            | 309            | 204            | 6,5            | 1              | 12             | 16             | 1              | 2             | 3             |  |         |         |

| Année      | Équipe              | MJ |       | Plaquages | Plaquages | Plaquages | Plaquages |       | Interceptions | Interceptions | Interceptions | Interceptions |  | Fumbles | Fumbles |
| Année      | Équipe              | MJ | Total | Seul      | Ast.      | Sacks     | Nb.       | Yards | Déf.          | TD            | Nb.           | Rec.          |  |         |         |
| 2020       | Seahawks de Seattle | 1  | 8     | 5         | 3         | 0,0       | 0         | 0     | 0             | 0             | 0             | 0             |  |         |         |
| Totaux NFL | Totaux NFL          | 1  | 8     | 5         | 3         | 0,0       | 0         | 0     | 0             | 0             | 0             | 0             |  |         |         |

## Vie privée
Brooks est chrétien.
En novembre 2022, il a aidé à distribuer 10 000 conserves de soupe avec la société Campbell's Chunky.